# Дьялло, Ибраима
Ибраима Дьялло (фр. Ibrahima Diallo; родился 26 сентября 1985, Конакри, Гвинея) — гвинейский футболист, левый защитник.

## Карьера

### Клубная карьера
В 2006 году перешёл из «Генгама» в бельгийский клуб «Шарлеруа». В Бельгии также играл за «Остенде» и «Васланд-Беверен». В 2012 году вернулся во Францию, в клуб «Анже».

### Карьера в сборной
Дьялло выступает за сборную Гвинеи, за которую дебютировал в 2007 году в товарищеском матче против Анголы.